# 前垂れ
前垂れ（まえだれ、江戸方言では「まえだら」とも）もしくは帆前掛（ほまえかけ）は、商家にはたらく人や女中などが衣服に汚れがつかないよう、帯から下に掛ける布のこと。単に前掛けと呼ぶこともある。

## 概要
現在でも洋服の上から用いられることがあるが、もともとは着流しの和服の裾を覆うために工夫された作業着だった。後にはそこから発達して、着流しにあわせる服飾の一種としても用いられた。

## 構造
縦長の長方形をした布の上部に腰に結ぶための紐をつけた単純な構造で、作業着として用いる場合には木綿やモスリン、しゃれ着としては絹地などが用いられる。男物は黒や紺などの地味な色が多いが、女物には華やかな色のものもあり、特に赤の前垂れは女中のトレードマークであった。古くは無地、織地であったが、現在では商店の屋号などを白く染め抜いて作られたり刺繍で仕上げられる。また使い勝手のいいようにポケットを備えたものもある。
前垂れは、着物のなかでは比較的安価な部類に属するものであるから、半襟などとともに若い男が意中の相手に贈るプレゼントとしてよく用いられた。
なお、以上より転じて、前垂れをよく締めていた商人、商家の奉公人をさして（職人などと対比的に）「前垂れ（掛け）」と言うことがある。

## その他用途
酒屋・青果店など扱う業者では、衣服を汚れから守ることの他にも、肩を守る役割も担っている。流通の際に使用される箱は、現在の主流は、ダンボールであるがそれ以前は、木箱であった。これらを担いで運ぶときに前掛けの下部の布を肩に掛けて使用されるため長めの長方形に作られている。また、物を落とさないように運ぶ場合にも使用される。